# Antonio Vergara Deltoro
Antonio Vergara Deltoro (nacido en 1943 en Valencia, y fallecido en Valencia, el 7 de junio de 2019) fue un crítico gastronómico, de jazz y de cine español, además de gestor cultural. Pionero de la crítica gastronómica en la Comunidad Valenciana, bajo el seudónimo de Ibn Razín y después bajo su propio nombre, fue uno de los periodistas gastronómicos más influyentes de toda España. Como periodista y organizador de conciertos contribuyó asimismo al crecimiento de la afición al jazz en la Valencia de la transición y comienzos de la democracia. 

## Reseña biográfica
Antonio Vergara era el mayor de tres hermanos vinculados al mundo de la cultura: Juan es escritor y crítico fotográfico y Vicente crítico de cine y gestor cultural. Durante unos años todos ellos colaboraron en Cartelera Turia, una guía del ocio nacida en 1964 que se convirtió en una importante revista cultural de la resistencia antifranquista primero y del pensamiento progresista en tiempos de democracia, cuya influencia fue más allá de la ciudad de Valencia. 
En su adolescencia Antonio Vergara era aficionado al ciclismo, al jazz y al cine. El jazz lo conoció a través de emisiones radiofónicas extranjeras de radio Argel o La Voz de América. A principios de los sesenta él mismo tuvo varios programas semanales dedicados al jazz, primero en Radio Turia de Mislata (1960) luego en Radio Castellar (1961-64) y finalmente en Radio Popular, de 1964 a 1967, según explica Manuel Menéndez Alzamora en la obra colectiva Historia de la Radio Valenciana (1925-1998). En esa iniciativa colaboraba con otros aficionados como Gaspar Marqués y Vicente Ménsua. Volvió a la radio mucho más tarde, ya en los noventa, aunque fue una experiencia breve. En la década de 1980 fue también corresponsal de la revista mensual Quàrtica Jazz, dirigida en Barcelona por Joan Giner, donde publicó crónicas y entrevistas. Como aficionado al jazz tuvo gustos diversos, desde el jazz clásico hasta el jazz modal, aunque sintió especial inclinación por el bebop y sus derivaciones y admiró singularmente al pianista Bud Powell.
Empezó a colaborar con Cartelera Turia en 1973, como crítico cinematográfico, dedicación que compaginó pronto con artículos sobre jazz. En ambos mundos sus referencias eran principalmente francesas y procedían de revistas como Positif, Cahiers du Cinéma o Jazz Magazine. A principios de los años setenta Antonio Vergara fue asimismo asesor de jazz de la sociedad cultural Studio, cuyo gerente era su hermano Vicente. En junio de 1973 organizó un concierto del pianista Tete Montoliu al que fueron siguiendo otros, a cargo de artistas como el organista Lou Bennett, el guitarrista René Thomas o el trombonista Slide Hampton. A partir de la temporada 1979-80, con Studio programando ya en el Valencia Cinema de la calle Quart, Vergara organizó actuaciones de los baterías Andrew Cyrille y Kenny Clarke, Art Pepper, Cedar Walton, Sonny Stitt o Chet Baker entre otros, hasta 1986.
Antonio Vergara, que trabajaba para Bancaja, se incorporó en 1989 al equipo del Centro Cultural de esta institución bancaria, como responsable sobre todo de la programación de teatro y música, y en 1990 creó el ciclo Noches de Jazz, por el que pasaron numerosos músicos europeos y estadounidenses, desde los jóvenes leones como  Jesse Davis o Roy Hargrove hasta veteranos como Lee Konitz, Martial Solal, Hank Jones, Louie Bellson, Conte Candoli, Tal Farlow, Duke Jordan, Joe Morello, Daniel Humair, Barry Harris y Dave McKenna. En 1991 Bancaja, de la mano de Vergara, organizó el primer seminario internacional de jazz que se ofrecía en Valencia, con profesores como Hal Galper o Bobby Watson. En años sucesivos se organizaron dos seminarios internacionales más.
En 1995 abandonó Bancaja, fecha en la que interrumpió también su colaboración con Cartelera Turia, donde había llegado a ocupar el cargo de redactor jefe. En adelante incrementó su presencia en el diario Levante-EMV, en cuya revista dominical La Cartelera escribía desde un tiempo atrás. Prácticamente dejó de escribir sobre jazz o cine, aunque ambas expresiones artísticas siguieron teniendo una presencia constante en sus artículos, y se centró en la gastronomía.
La cocina interesó a Vergara desde muy pronto. En Cartelera Turia creó una sección de crítica gastronómica en 1977, algo muy atípico para una publicación de izquierdas en aquella época. En este ámbito fue admirador de los escritores catalanes Xavier Domingo y Manuel Vázquez Montalbán, ambos renovadores del periodismo gastronómico en la España de la transición. Vázquez Montalbán firmó el prólogo al primer libro de Vergara, Comer en el País Valencià, de 1981, donde dijo de él que era «un hombre que habla poco, come lo justo y siempre opina con conocimiento de causa». En 1980 un restaurante le puso una querella por una dura crítica desfavorable y le llevó a juicio. Domingo y Vázquez Montalbán testificaron a su favor y el juez acabó dando la razón a Vergara por entender que su lenguaje irónico era legítimo.
La resonancia del juicio aumentó el prestigio profesional de Vergara, que comenzó a redactar columnas semanales sobre gastronomía en los diarios Noticias al día y Levante-EMV, y de 1983 a 1986 fue inspector de la Guía Gourmetour para Alicante y Castellón, y de 1995 a 2009, de la guía Lo Mejor de la Gastronomía. Además en 2001 publicó con Levante-EMV el coleccionable Protagonistas de Nuestra Gastronomía. Los Mejores Fogones de la Comunidad Valenciana. También colaboró con revistas de alcance nacional como Sobremesa, Viandar o Bouquet, y desde su creación en 1996 con la guía Lo mejor de la gastronomía, dirigida por Rafael García Santos.
A partir de 2004 Vergara presentó su Anuario gastronómico de la Comunidad Valenciana (Gratacels Edicions), publicado desde 2007 por Editorial Prensa Valenciana  como Anuario de cocina de la Comunitat Valenciana, que renovó cada año hasta 2015 y tuvo una gran influencia entre profesionales y aficionados a la cocina de toda España. El prólogo a la edición de 2004 lo escribió Rafael Chirbes. A la presentación de la edición de 2008 asistieron entre otros Ferrán Adrià, Juan Mari Arzak, Joan Roca o Quique Dacosta. En esta época también fue colaborador habitual de la revista Hello Valencia.
Desde 2016 y durante sus últimos años de vida fue columnista del periódico Las Provincias, donde escribió de gastronomía, de política y de cultura, siempre con sentido del humor y un escepticismo creciente. Mantuvo un blog gastronómico (https://bloggastronomicodeantoniovergara.wordpress.com/) hasta poco antes de su muerte. 
En 2020 su viuda donó sus fondos jazzísticos, integrados por una nutrida colección de discos, libros y revistas, al Institut Valencià de Cultura, donde custodian otros importantes legados sobre este estilo musical.

## Distinciones
- Carxofa d'or (2008)
- Gastrocope (2015)